# Michael Roark
Michael Sean Roark (* 9. Mai 1983 in Schaumburg, Illinois) ist ein US-amerikanischer Schauspieler.

## Filmografie (Auswahl)
- 2006: Nightmares from the Mind of Poe
- 2010: Drop Dead Diva (Fernsehserie, Folge 2x03)
- 2010: The Glades (Fernsehserie, Folge 1x01)
- 2010–2011: Vampire Diaries (The Vampire Diaries, Fernsehserie, 2 Folgen)
- 2011: Retrospective (Kurzfilm)
- 2011: Party Girl (Kurzfilm)
- 2011: Psyche (Kurzfilm)
- 2011: Privileged (Kurzfilm)
- 2011: Mein Freund, der Delfin (Dolphin Tale)
- 2012: Thursday (Kurzfilm)
- 2012: Magic Mike
- 2013: Banshee – Small Town. Big Secrets. (Fernsehserie, Folge 1x06)
- 2016: Beauty and the Beast (Fernsehserie, 7 Folgen)
- 2019: Bennett’s War
- 2021: Driven (Fernsehserie)
- 2025 : The Black Dagger Brotherhood (Serie Passionflix)